# Nijenburgh
De Nijenburgh was een opleiding voor sociaal werk aan de Regentesselaan in Baarn.

## Gereformeerd Jeugdwerk
De oprichting van de gereformeerde opleiding voor jeugdwerk en gezinszorg werd in 1947 mogelijk door een legaat van juffrouw Cornelia gravin van Limburg Stirum in Arnhem. Zij trok zich in Arnhem het lot van de straatjeugd in Arnhem aan en financierde er een opleiding voor kerkelijke werkers in villa De Nijenburgh. Deze villa ging bij de Slag om Arnhem in vlammen op. Uit dank voor het legaat kreeg het gebouw in Baarn ook de naam Nijenburgh. Naast de school voor jonge vrouwen en meisjes ter opleiding tot geestelijk‐ en maatschappelijk werk waren in Baarn ook het gereformeerde Zendingscentrum en het Evangelisatiecentrum van de Gereformeerde Kerken in Nederland gevestigd. Leerlingen van de Nijenburgh werkten later dan ook o.a. in zending en evangelisatie.

## Sociale Academie
In 1957 kreeg de school subsidie en veranderde het van een richting: van kerkelijke werkers naar een school voor maatschappelijk werk. Tot 1959 was Bauke Roolvink docent aan De Nijenburgh. De Stichting Gereformeerde Opleidingen werd begin jaren zeventig opgeheven door de generale synode van de Gereformeerde Kerken, waardoor de school binnen de wettelijke stichtingsnorm viel. De beoogde principiële reformatorische grondslag zou door de toegenomen democratisering en maatschappijkritiek in die tijd steeds meer op de achtergrond raken. Er werd door de sociale academie Nijenburgh sindsdien samengewerkt met de Jelburg aan de Amsterdamsestraatweg. De opleiding verhuisde in 1974 naar Culemborg.